# Луис де Соуза Фереира
Луис Емилио де Соуза Фереира Хуби (Лима, 6. октобар 1908. — Ла Пунта, 29. септембар 2008) био је фудбалски нападач из Перуа који је играо за Универзитарио де Депортес.

## Клупска каријера
Соуза је студирао инжењерство и професионално дебитовао у Универзитарио де Депортес 1926. У клубу је остао током својих 8 година фудбалске каријере.

## Репрезентација
Играо је за репрезентацију Перуа од 1929. до 1934. 1930. представљао је своју земљу на Светском првенству 1930. у Уругвају. На овом такмичењу постигао је први погодак за Перу у историји на светским првенствима.

## Смрт
Дон Лучо је умро у септембру 2008. године, само неколико дана пре његовог стотог рођендана.